# Susanna du Plessis
Susanna du Plessis även känd som Maria Susanna Duplessis, född 1739 i Paramaribo, Surinam, död där 1795, plantageägare.   
Dotter till Solomon du Plessis, jurist vid holländska kompaniet, och plantagearvtagaren Johanna Margaretha van Strijp. Gift 1754 i Paramaribo med Frans Laurens Willem Grand, och 1767 med Frederik Cornelis Stolkert, son till Elisabeth Buys ; skild 1783. Hennes far förvisades 1754 från Surinam av politiska skäl.
Susanna var en förmögen plantageägare som själv skötte sin egendom: i äktenskapskontraktet 1767 tillförsäkrades hon kontroll över sin egen egendom. Hon var en framgångsrik odlare som vid sin död efterlämnade en blomstrande verksamhet, stora konstsamlingar och en förmögenhet. Hon separerade från maken 1783 på grund av misshandel och oenighet och flyttade då till kolonins huvudstad Paramaribo. 
Plessis har i Surinams historia fått utgöra prototypen för en grym slavägare, och hon figurerar i den traditionella muntliga berättelsehistorien, sånger, pjäser, sagor och legender. År 1790, publicerade en viss A. Barrau en artikel i vilken han berättar historien om en slavälskarinna vars barn dränkts då det inte kunde sluta gråta, och John Gabriel Stedman, en skotte som under 1773 till 1777 stannade i Surinam, publicerade 1796 en reseskildring om slavägarnas grymhet i Surinam som bidrog till antislaverirörelsen; även om dessa skrifter inte nämner hennes namn, tros berättelserna handla om henne. Den mest berömda historien om Susanna du Plessis behandling av slavarna beskriver hur hon, då hon trodde sig se att maken blivit attraherad av mulattslavinnan Alida, skar av dennas bröst och serverade dessa till maken vid middagen. Denna historia är med säkerhet utbroderad med tiden, men kan möjligen ursprungligen härstamma från en verklig händelse. Den 1 juli, dagen då slaveriets avskaffande firas i Surinam, blev senare uppkallad efter Alida. Ingen av de många historier om Plessis grymhet är bekräftade. Det är möjligt att hon blev utsatt för en kampanj av sin före detta make samt av guvernören, med vilken fadern länge var inblandad i en konflikt. 
Susanna de Plessis är föremål för böcker och pjäser.